# MB Motorsport
El MB Motorsport es un equipo de automovilismo alemán que corre en la modalidad de carreras de camiones. Corría bajo el nombre de Tankpool24 Racing ya que era patrocinado por la empresa petrolera alemana Tankpool24. El nombre del equipo son las siglas de su dueño y fundador Markus Bauer. El equipo siempre ha corrido con camiones de la marca alemana Mercedes-Benz.

## Historia
El equipo fue fundado en 2010, año en el que debutó en 2010 corriendo dos Grandes Premios con el piloto alemán Hendrick Vieth. El piloto acabó 31.º sin puntos en el campeonato.
En 2011 el equipo amplía su calendario y corre en siete Grandes Premios con la piloto alemana Stephanie Halm. No puntuó en ninguna carrera, finalizando 24ª. 
Al año siguiente cambian de piloto, llegando al equipo la germana Ellen Lohr. El equipo disputó nueve de las once rondas del campeonato, y consiguieron puntuar en una carrera, siendo Lohr la última entre los pilotos con puntos (21ª).

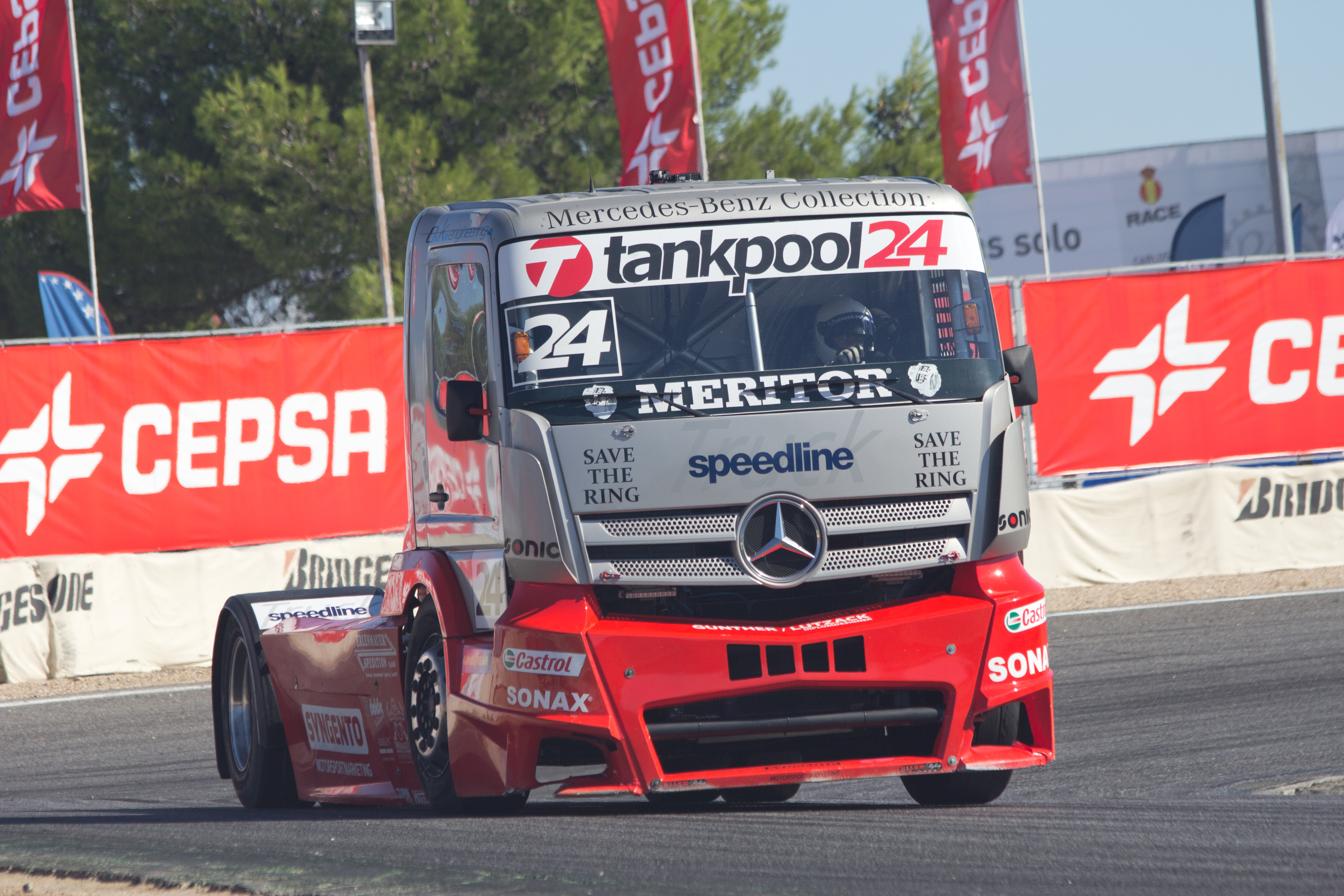
André Kursim corriendo para el MB Motorsport en el GP Camión de España de 2013 en el Circuito del Jarama.

En 2013 el equipo alinea dos camiones en pista: uno para los pilotos del Team Orsini Racing y otro en el que corrieron Ellen Lohr y André Kursim. El camión número 19 corrió nueve de las diez rondas (Dominique Orsini 3 y su hijo Florian 6), mientras que el número 24 corrió ocho rondas (seis Lohr y dos Kursim). No ninguno de los Orsini ni Lohr punutaron, mientras que Kursim, al no disputar ninguna ronda del campeonato anterior a la sexta, no fue hábil para poder puntuar. De todas formas, tampoco acabó en zona de puntos en ninguna carrera. Participaron por primera vez en el campeonato de equipos, siendo últimos (8º) con la modesta cifra de 10 puntos.
En 2014 Lohr sale del equipo y Kursim corre siete de las nueve rondas en el camión nº24, mientras que Dominique y Florian se turnan en el nº19 (tres rondas Dominique y 4 Florian). Ninguno de los pilotos puntuó y en el título de equipos volvieron a ser octavos (últimos) en el título de equipos, con cinco puntos.
En 2015 la familia Orsini vuelve a correr en su propio equipo y el MB Motorsport los sustituye por Roland Rehfeld, quien corre cuatro rondas de las diez de ese año. Por su parte, Kursim corre seis de ellas. Kursim no puntuó, pero si lo hizo Rehfeld, quien, con 12 puntos, fue 15º en la general. En el título de equipos fueron quintos (de cinco).
En 2016 sorprendieron con el fichaje del por entonces vigente bicampeón del ETRC, Norbert Kiss, corriendo con él a tiempo completo y con Kursim a tiempo parcial. Pese a que los resultados del equipo a este momento eran bastante modestsos, Kiss confiaba en el potencial del equipo, que contaba con ingenieros del nivel de Stefan Honens. Los resultados mejoraron considerablemente, pero no lo suficiente para luchar por el título. Kiss fue quinto en el campeonato con una victoria, la primera de la historia del equipo, y siete podios. También consiguió las dos primeras poles del equipo. Por su parte, Kursim, fue 14º con 27 puntos. En el título de equipos fueron de nuevo quintos (últimos), pero competitivos, con 294 puntos. 
En 2017 el camión mejoró y el equipo puso a correr a tiempo completo a Kursim junto a Kiss. Kiss fue tercero con cinco poles, siete victorias y otros 11 podios, entre segundos y terceros puestos. Kursim fue 9º con dos victorias. Además, en la nueva Copa Promotor, fue subcampeón con 11 victorias de categoría. En el título de equipos fueron cuartos (de cinco). 
En 2018, con la promesa de un nuevo motor (el cual nunca llegó), las esperanzas eran altas. No obstante, fue un año mediocre. Kiss fue 5º en el campeonato con una sola victoria (y en carrera de parrilla invertida) y sin poles, mientras que Steffen Faas, sustituto de Kursim, fue 14º con 20 puntos. En la Grammer Truck Cup fue subcampeón con cinco victorias de categoría. En el título de equipos fueron quintos (de siete, aunque sólo cinco equipos corrían a tiempo completo).
En 2019 las esperanzas volvieron a dispararse cuando se anunció el fichaje de Csaba Bakó, quien construyó los camiones con los que Kiss ganó dos títulos en el Oxxo Truck Racing Team. Por otra parte, Faas fue sustituido por Fabio Citignola en el segundo camión del equipo. El rendimiento decayó, y Kiss fue sexto con dos tres victorias y una pole, mientras que Citignola fue 17º con 10 puntos. En la Grammer Truck Cup fue quinto con dos victorias.
A término de la temporada de 2019 el equipo anunció que renovaba a sus pilotos, pero en noviembre Tankpool24 anunciaba que dejaba de patrocinar al equipo para empezar a patrocinar a Steffen Faas, quien correría con un nuevo Scania en 2020. Más tarde, se anunció que Kiss correría con el nuevo Révész TRT. Desde ese momento, el equipo no hizo ningún anuncio, de modo que no se sabe que haría el equipo. En las listas de inscritos para la temporada 2020 del ETRC no ha aparecido ningún piloto del MB Motosport.

## Resultados

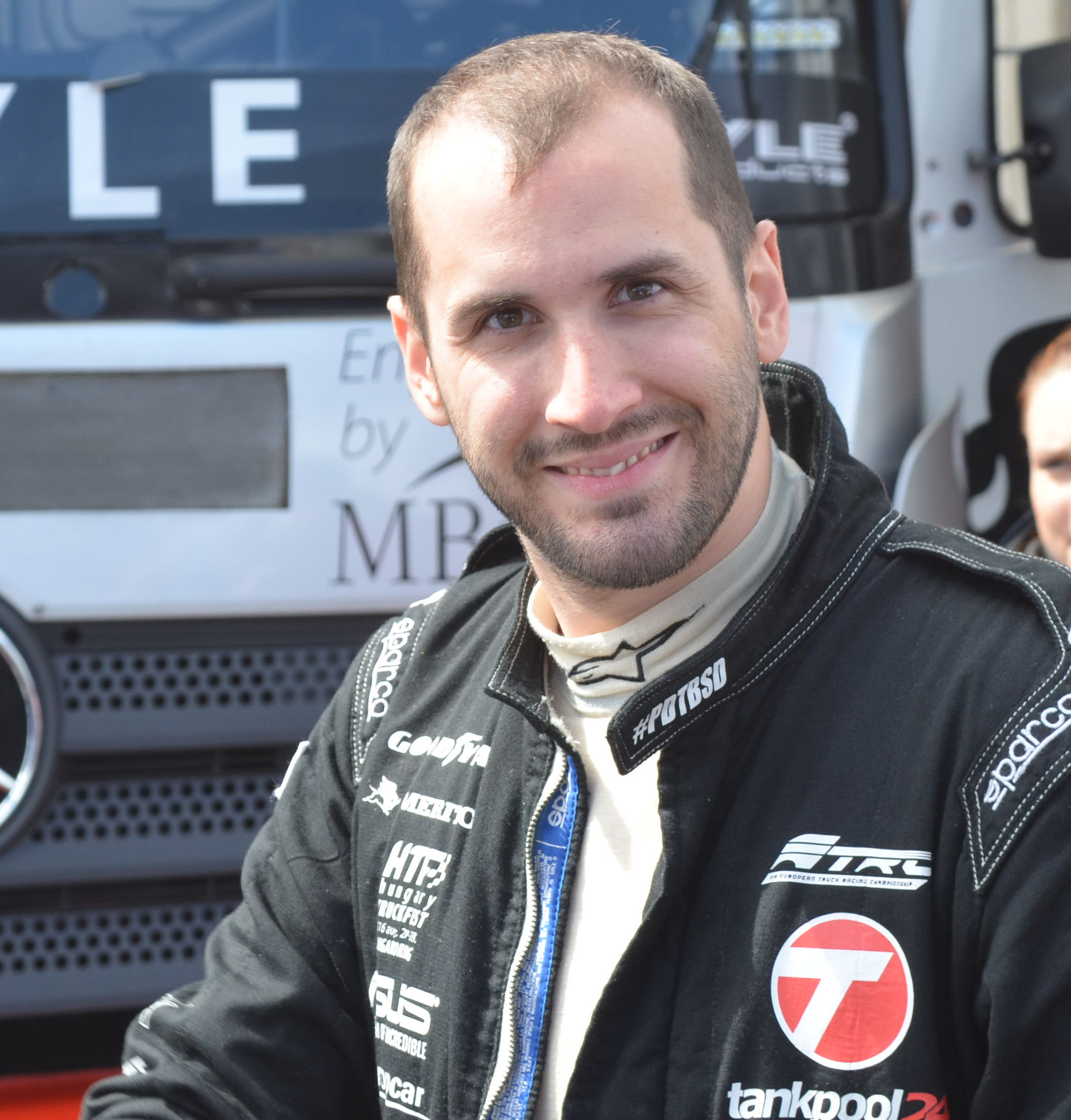
Norbert Kiss luciendo los colores del MB Motorsport.

### Resultados en el Campeonato de equipos del ETRC
| Año  | Vehículo      | Pilotos                         | Pos. |
| ---- | ------------- | ------------------------------- | ---- |
| 2013 | Mercedes-Benz | Dominique Orsini-Florian Orsini | 4    |
| 2013 | Mercedes-Benz | Ellen Lohr-André Kursim         | 4    |
| 2013 | Mercedes-Benz | Dominique Orsini-Florian Orsini | 8    |
| 2013 | Mercedes-Benz | André Kursim                    | 8    |
| 2015 | Mercedes-Benz | Roland Rehfeld                  | 5    |
| 2015 | Mercedes-Benz | André Kursim                    | 5    |
| 2016 | Mercedes-Benz | Norbert Kiss                    | 5    |
| 2016 | Mercedes-Benz | André Kursim                    | 5    |
| 2017 | Mercedes-Benz | Norbert Kiss                    | 4    |
| 2017 | Mercedes-Benz | André Kursim                    | 4    |
| 2018 | Mercedes-Benz | Norbert Kiss                    | 5    |
| 2018 | Mercedes-Benz | Steffen Faas                    | 5    |
| 2019 | Mercedes-Benz | Norbert Kiss                    | 4    |
| 2019 | Mercedes-Benz | Fabio Citignola                 | 4    |

### Resultados de sus pilotos en el Campeonato de Europa de Carreras de Camiones
| Año  | Camión        | N.º | Pilotos          | 1       | 1       | 1       | 1       | 2       | 2       | 2       | 2       | 3       | 3       | 3       | 3       | 4       | 4       | 4       | 4       | 5       | 5       | 5       | 5       | 6       | 6       | 6       | 6       | 7       | 7       | 7       | 7       | 8       | 8       | 8       | 8       | 9       | 9       | 9       | 9       | 10     | 10      | 10     | 10     | 11     | 11     | 11     | 11     | Posición | Puntos |
| ---- | ------------- | --- | ---------------- | ------- | ------- | ------- | ------- | ------- | ------- | ------- | ------- | ------- | ------- | ------- | ------- | ------- | ------- | ------- | ------- | ------- | ------- | ------- | ------- | ------- | ------- | ------- | ------- | ------- | ------- | ------- | ------- | ------- | ------- | ------- | ------- | ------- | ------- | ------- | ------- | ------ | ------- | ------ | ------ | ------ | ------ | ------ | ------ | -------- | ------ |
| 2010 | Mercedes-Benz | 42  | Hendrik Vieth    | MIS     | MIS     | MIS     | MIS     | ALB     | ALB     | ALB     | ALB     | NOG     | NOG     | NOG     | NOG     | NUR 15  | NUR 14  | NUR 14  | NUR 14  | SMO     | SMO     | SMO     | SMO     | MOS 11  | MOS Ret | MOS DNS | MOS DNS | ZOL     | ZOL     | ZOL     | ZOL     | LMS     | LMS     | LMS     | LMS     | JAR     | JAR     | JAR     | JAR     |        |         |        |        |        |        |        |        | 31.º     | 0      |
| 2011 | Mercedes-Benz | 24  | Stephanie Halm   | DON     | DON     | DON     | DON     | MIS Ret | MIS 18  | MIS 15  | MIS Ret | ALB     | ALB     | ALB     | ALB     | NOG 17  | NOG 14  | NOG 19  | NOG 15  | NUR 24  | NUR DNS | NUR 17  | NUR 13  | SMO     | SMO     | SMO     | SMO     | MOS 17  | MOS 13  | MOS 16  | MOS 17  | ZOL 19  | ZOL 23  | ZOL 19  | ZOL Ret | JAR 17  | JAR Ret | JAR DSQ | JAR 17  | LMS 19 | LMS 16  | LMS 13 | LMS 12 |        |        |        |        | 24º      | 0      |
| 2012 | Mercedes-Benz | 24  | Ellen Lohr       | EST     | EST     | EST     | EST     | MIS 13  | MIS 12  | MIS 14  | MIS Ret | JAR     | JAR     | JAR     | JAR     | NOG 16  | NOG 19  | NOG 13  | NOG 13  | DON 16  | DON 13  | DON Ret | DON DNS | NUR 11  | NUR 9   | NUR 13  | NUR 14  | SMO DNS | SMO DNS | SMO DNS | SMO DNS | MOS 16  | MOS 15  | MOS Ret | MOS DNS | ZOL 16  | ZOL 13  | ZOL 15  | ZOL Ret | JAR 17 | JAR 18  | JAR 16 | JAR 27 | LMS 16 | LMS 15 | LMS 13 | LMS 15 | 21º      | 5      |
| 2013 | Mercedes-Benz | 19  | Dominique Orsini | MIS 15  | MIS DNS | MIS 18  | MIS 17  | NAV     | NAV     | NAV     | NAV     | NOG     | NOG     | NOG     | NOG     | RBR 14  | RBR 14  | RBR 16  | RBR Ret | NUR 23  | NUR Ret | NUR 19  | NUR Ret | SMO     | SMO     | SMO     | SMO     | MOS     | MOS     | MOS     | MOS     | ZOL     | ZOL     | ZOL     | ZOL     | JAR     | JAR     | JAR     | JAR     | LMS    | LMS     | LMS    | LMS    |        |        |        |        | 25º      | 0      |
| 2013 | Mercedes-Benz | 19  | Florian Orsini   | MIS     | MIS     | MIS     | MIS     | NAV 15  | NAV 19  | NAV DNS | NAV 16  | NOG DNS | NOG DNS | NOG 19  | NOG Ret | RBR     | RBR     | RBR     | RBR     | NUR     | NUR     | NUR     | NUR     | SMO     | SMO     | SMO     | SMO     | MOS 20  | MOS Ret | MOS 16  | MOS 16  | ZOL 13  | ZOL Ret | ZOL 15  | ZOL 11  | JAR 17  | JAR 15  | JAR 19  | JAR 18  | LMS 18 | LMS Ret | LMS 16 | LMS 14 |        |        |        |        | 22º      | 0      |
| 2013 | Mercedes-Benz | 24  | Ellen Lohr       | MIS DNS | MIS Ret | MIS 16  | MIS 16  | NAV     | NAV     | NAV     | NAV     | NOG 16  | NOG 15  | NOG 17  | NOG 17  | RBR 13  | RBR 16  | RBR Ret | RBR 12  | NUR 20  | NUR 17  | NUR Ret | NUR 12  | SMO     | SMO     | SMO     | SMO     | MOS DNS | MOS DNS | MOS DNS | MOS DNS | ZOL 11  | ZOL 12  | ZOL 14  | ZOL 12  | JAR     | JAR     | JAR     | JAR     | LMS    | LMS     | LMS    | LMS    |        |        |        |        | 21º      | 0      |
| 2013 | Mercedes-Benz | 24  | André Kursim     | MIS     | MIS     | MIS     | MIS     | NAV     | NAV     | NAV     | NAV     | NOG     | NOG     | NOG     | NOG     | RBR     | RBR     | RBR     | RBR     | NUR     | NUR     | NUR     | NUR     | SMO     | SMO     | SMO     | SMO     | MOS     | MOS     | MOS     | MOS     | ZOL     | ZOL     | ZOL     | ZOL     | JAR 18  | JAR 16  | JAR 22  | JAR Ret | LMS 19 | LMS 15  | LMS 17 | LMS 16 |        |        |        |        | -        | -      |
| 2014 | Mercedes-Benz | 19  | Dominique Orsini | MIS 17  | MIS 14  | MIS 20  | MIS 18  | NAV     | NAV     | NAV     | NAV     | NOG     | NOG     | NOG     | NOG     | RBR Ret | RBR DNS | RBR DNS | RBR DNS | NUR     | NUR     | NUR     | NUR     | MOS 17  | MOS DNS | MOS 18  | MOS DNS | ZOL     | ZOL     | ZOL     | ZOL     | JAR     | JAR     | JAR     | JAR     | LMS     | LMS     | LMS     | LMS     |        |         |        |        |        |        |        |        | 27º      | 0      |
| 2014 | Mercedes-Benz | 19  | Florian Orsini   | MIS     | MIS     | MIS     | MIS     | NAV     | NAV     | NAV     | NAV     | NOG 18  | NOG Ret | NOG Ret | NOG Ret | RBR     | RBR     | RBR     | RBR     | NUR DNS | NUR 19  | NUR 19  | NUR 20  | MOS     | MOS     | MOS     | MOS     | ZOL Ret | ZOL Ret | ZOL 17  | ZOL 19  | JAR     | JAR     | JAR     | JAR     | LMS 17  | LMS 15  | LMS 17  | LMS 17  |        |         |        |        |        |        |        |        | 28º      | 0      |
| 2014 | Mercedes-Benz | 24  | André Kursim     | MIS     | MIS     | MIS     | MIS     | NAV DNS | NAV 16  | NAV 19  | NAV 18  | NOG 16  | NOG 15  | NOG 12  | NOG 15  | RBR 16  | RBR 17  | RBR 11  | RBR Ret | NUR 13  | NUR 15  | NUR 17  | NUR 15  | MOS 13  | MOS 17  | MOS 16  | MOS 17  | ZOL 11  | ZOL 11  | ZOL 20  | ZOL Ret | JAR     | JAR     | JAR     | JAR     | LMS 13  | LMS DNS | LMS DNS | LMS DNS |        |         |        |        |        |        |        |        | 20º      | 0      |
| 2015 | Mercedes-Benz | 24  | Roland Rehfeld   | VAL     | VAL     | VAL     | VAL     | RBR 13  | RBR Ret | RBR Ret | RBR Ret | MIS 10  | MIS 9   | MIS 12  | MIS Ret | NOG     | NOG     | NOG     | NOG     | NUR 13  | NUR Ret | NUR Ret | NUR 10  | MOS 13  | MOS Ret | MOS 11  | MOS 9   | HUN 11  | HUN 13  | HUN 8   | HUN 12  | ZOL Ret | ZOL 10  | ZOL 11  | ZOL 10  | JAR     | JAR     | JAR     | JAR     | LMS    | LMS     | LMS    | LMS    |        |        |        |        | 15º      | 12     |
| 2015 | Mercedes-Benz | 42  | André Kursim     | VAL     | VAL     | VAL     | VAL     | RBR 12  | RBR Ret | RBR 13  | RBR 12  | MIS Ret | MIS 11  | MIS 13  | MIS 11  | NOG     | NOG     | NOG     | NOG     | NUR 14  | NUR 14  | NUR Ret | NUR 13  | MOS     | MOS     | MOS     | MOS     | HUN 13  | HUN 12  | HUN 12  | HUN 14  | ZOL 12  | ZOL 14  | ZOL Ret | ZOL 11  | JAR     | JAR     | JAR     | JAR     | LMS 12 | LMS 13  | LMS 13 | LMS 13 |        |        |        |        | 23º      | 0      |
| 2016 | Mercedes-Benz | 1   | Norbert Kiss     | RBR 8   | RBR Ret | RBR 6   | RBR 6   | MIS 8   | MIS 4   | MIS 3   | MIS 11  | NOG 1   | NOG 6   | NOG Ret | NOG Ret | NUR 4   | NUR 3   | NUR 3   | NUR 4   | HUN 2   | HUN 3   | HUN 2   | HUN 3   | MOS 10  | MOS 6   | MOS 6   | MOS 4   | ZOL 6   | ZOL Ret | ZOL 4   | ZOL Ret | JAR 9   | JAR 7   | JAR 5   | JAR Ret | LMS 2   | LMS 4   | LMS Ret | LMS Ret |        |         |        |        |        |        |        |        | 5º       | 216    |
| 2016 | Mercedes-Benz | 24  | André Kursim     | RBR DNS | RBR DNS | RBR DNS | RBR DNS | MIS 14  | MIS 13  | MIS 12  | MIS 13  | NOG     | NOG     | NOG     | NOG     | NUR Ret | NUR 16  | NUR 18  | NUR 16  | HUN 9   | HUN 8   | HUN 11  | HUN 7   | MOS 11  | MOS 9   | MOS 11  | MOS 9   | ZOL 11  | ZOL 10  | ZOL 8   | ZOL 7   | JAR 16  | JAR 9   | JAR 9   | JAR 9   | LMS Ret | LMS Ret | LMS DNS | LMS DNS |        |         |        |        |        |        |        |        | 14º      | 27     |
| 2017 | Mercedes-Benz | 24  | Norbert Kiss     | RBR 6   | RBR 2   | RBR 10  | RBR Ret | MIS 2   | MIS 9   | MIS 2   | MIS 3   | NUR 2   | NUR 9   | NUR 2   | NUR C   | SVK 1   | SVK 8   | SVK 1   | SVK 3   | HUN 1   | HUN Ret | HUN 1   | HUN Ret | MOS 3   | MOS 17† | MOS 5   | MOS 4   | ZOL 1   | ZOL 2   | ZOL 5   | ZOL 3   | LMS 3   | LMS 1   | LMS 4   | LMS 5   | JAR 16† | JAR 5   | JAR 1   | JAR 6   |        |         |        |        |        |        |        |        | 3º       | 315    |
| 2017 | Mercedes-Benz | 42  | André Kursim     | RBR 12  | RBR 10  | RBR 7   | RBR Ret | MIS 9   | MIS 8   | MIS 11  | MIS 7   | NUR 10  | NUR 7   | NUR 4   | NUR C   | SVK 7   | SVK 13† | SVK Ret | SVK 9   | HUN 9   | HUN 9   | HUN 10  | HUN 8   | MOS DNS | MOS DNS | MOS DNS | MOS DNS | ZOL 6   | ZOL 1   | ZOL 8   | ZOL 1   | LMS 10  | LMS 10  | LMS 8   | LMS 7   | JAR 9   | JAR 9   | JAR 10  | JAR 9   |        |         |        |        |        |        |        |        | 9º       | 88     |
| 2018 | Mercedes-Benz | 3   | Norbert Kiss     | MIS DSQ | MIS 5   | MIS 3   | MIS 4   | HUN 2   | HUN 5   | HUN 4   | HUN 3   | NUR 3   | NUR 4   | NUR 19  | NUR 6   | SVK 4   | SVK 4   | SVK 6   | SVK 1   | MOS 5   | MOS 3   | MOS 4   | MOS 2   | ZOL 4   | ZOL 8   | ZOL 12  | ZOL 5   | LMS 3   | LMS 7   | LMS 4   | LMS 10  | JAR DNS | JAR Ret | JAR Ret | JAR 7   |         |         |         |         |        |         |        |        |        |        |        |        | 5º       | 207    |
| 2018 | Mercedes-Benz | 24  | Steffen Faas     | MIS 10  | MIS Ret | MIS 15  | MIS 10  | HUN 11  | HUN 9   | HUN 11  | HUN 15  | NUR 13  | NUR 14  | NUR 13  | NUR EX  | SVK 11  | SVK 10  | SVK 8   | SVK 8   | MOS 12  | MOS 10  | MOS 11  | MOS 11  | ZOL Ret | ZOL 11  | ZOL 11  | ZOL 8   | LMS DSQ | LMS Ret | LMS 17  | LMS 12  | JAR 9   | JAR 8   | JAR 14  | JAR 11  |         |         |         |         |        |         |        |        |        |        |        |        | 24º      | 20     |
| 2019 | Mercedes-Benz | 5   | Norbert Kiss     | MIS 4   | MIS 7   | MIS 1   | MIS Ret | HUN 6   | HUN 5   | HUN 3   | HUN 6   | SVK 5   | SVK 4   | SVK 5   | SVK 2   | NUR 3   | NUR Ret | NUR 7   | NUR 1   | MOS 14  | MOS 11  | MOS C   | MOS C   | ZOL 5   | ZOL 3   | ZOL 3   | ZOL 4   | LMS DSQ | LMS DNS | LMS Ret | LMS Ret | JAR 6   | JAR 1   | JAR 5   | JAR 1   |         |         |         |         |        |         |        |        |        |        |        |        | 6º       | 190    |
| 2019 | Mercedes-Benz | 24  | Fabio Citignola  | MIS 16  | MIS 14  | MIS 14  | MIS 11  | HUN 12  | HUN 12  | HUN 11  | HUN 13  | SVK 9   | SVK 9   | SVK 12  | SVK DNS | NUR Ret | NUR Ret | NUR 16  | NUR 11  | MOS 16  | MOS 14  | MOS C   | MOS C   | ZOL 16  | ZOL DNS | ZOL 13  | ZOL DNS | LMS 15  | LMS 13  | LMS 9   | LMS 13  | JAR DNS | JAR Ret | JAR 7   | JAR 13  |         |         |         |         |        |         |        |        |        |        |        |        | 17º      | 10     |

### Resultados de sus pilotos en la Grammer Truck Cup
| Año  | Camión        | N.º | Pilotos         | 1     | 1       | 1     | 1     | 2     | 2     | 2     | 2     | 3     | 3     | 3     | 3       | 4       | 4       | 4       | 4     | 5     | 5     | 5     | 5     | 6       | 6       | 6       | 6       | 7       | 7       | 7     | 7     | 8       | 8       | 8     | 8     | 9     | 9     | 9     | 9     | Posición | Puntos |
| ---- | ------------- | --- | --------------- | ----- | ------- | ----- | ----- | ----- | ----- | ----- | ----- | ----- | ----- | ----- | ------- | ------- | ------- | ------- | ----- | ----- | ----- | ----- | ----- | ------- | ------- | ------- | ------- | ------- | ------- | ----- | ----- | ------- | ------- | ----- | ----- | ----- | ----- | ----- | ----- | -------- | ------ |
| 2017 | Mercedes-Benz | 42  | André Kursim    | RBR 3 | RBR 2   | RBR 2 | RBR 6 | MIS 2 | MIS 2 | MIS 4 | MIS 2 | NUR 2 | NUR 1 | NUR 1 | NUR C   | SVK 1   | SVK 5   | SVK Ret | SVK 1 | HUN 1 | HUN 2 | HUN 2 | HUN 2 | MOS DNS | MOS DNS | MOS DNS | MOS DNS | ZOL 1   | ZOL 1   | ZOL 1 | ZOL 1 | LMS 2   | LMS 3   | LMS 1 | LMS 4 | JAR 2 | JAR 1 | JAR 2 | JAR 2 | 2º       | 375    |
| 2018 | Mercedes-Benz | 24  | Steffen Faas    | MIS 3 | MIS Ret | MIS 5 | MIS 1 | HUN 3 | HUN 1 | HUN 3 | HUN 7 | NUR 3 | NUR 2 | NUR 3 | NUR EX  | SVK 4   | SVK 3   | SVK 1   | SVK 1 | MOS 3 | MOS 2 | MOS 2 | MOS 2 | ZOL Ret | ZOL 3   | ZOL 3   | ZOL 1   | LMS DSQ | LMS Ret | LMS 7 | LMS 2 | JAR 2   | JAR 2   | JAR 5 | JAR 3 |       |       |       |       | 2º       | 277    |
| 2019 | Mercedes-Benz | 24  | Fabio Citignola | MIS 7 | MIS 4   | MIS 4 | MIS 3 | HUN 4 | HUN 4 | HUN 3 | HUN 5 | SVK 3 | SVK 2 | SVK 4 | SVK DNS | NUR Ret | NUR Ret | NUR 5   | NUR 1 | MOS 6 | MOS 3 | MOS C | MOS C | ZOL 8   | ZOL DNS | ZOL 6   | ZOL DNS | LMS 7   | LMS 5   | LMS 3 | LMS 6 | JAR DNS | JAR Ret | JAR 1 | JAR 4 |       |       |       |       | 5º       | 191    |